# Rukomasaari
Rukomasaari is een eiland in de rivier de Muonio, die de grens vormt tussen Zweden en Finland. Het eiland hoort bij Finland, heeft geen oeververbinding en is onbewoond. Het eiland heeft de vorm van een langwerpig atol, met een opening aan de zuidkant. 
Kenttäsaari nabij Maunu · Alasaari nabij Karesuando · Kivisaari · Lintiputaansaari · Ungelosaari · Alasaari nabij Palojoensuu · Järämänsaari · Hirvassaari · Niittysaari · Koivusaari (Zweeds) · Palsarinsaari · Kenttäsaari ·  Alkkulasaari · Koivusaari (Fins) · Viiksinsaari · Rukomasaari · Ojasensaari · Luhtasaari · Laurukainen · Naapankisaari · Kihlangisaari · Iso Aareansaari · Vekarasaari · Kolarinsaari · Kokko · Väylänsaari · Pyysaari · Alanen · Lompolonsaari